# The Bedlam
A The Bedlam (korábban csak Bedlam) 1987-ben alakult magyar thrash metal zenekar. Inside Ash (1994) című bemutatkozó nagylemezük felkerült a legnagyobb hatású magyar metal-albumok listájára 2015-ben.

## Története
A Bedlam együttes története 1987-ben a Reaper zenekar átnevezésével indult. 1989-ben rögzítették első profi felvételüket, a General Rejection. A Blindfold Tour sikeresnek bizonyult. Ebben az időben az ország egyik legjobb független fanzine-jének, a Feszültség szerkesztőségének is a The Bedlam volt a kedvenc hazai zenekara, de a Metal Hammer is elismeréssel szólt az együttes zenei teljesítményéről. A grunge előretörésével az együttes egyre inkább eltávolodott a thrash metaltól, az 1994-es Inside Ash című bemutatkozó albumukon már csak nyomokban fedezhetők fel thrash elemek.
Az önpusztító "rock and roll életforma" után Fodi és Cicó Jézus tanítása felé fordult, majd az anyagi nehézségek és a zenei/világnézeti nézeteltérések hatására zenekar működése néhány évig szünetelt. Az egykori tagok további munkássága (The Rain, Godlam, Nomad, Agnus Dei, Kowalsky meg a Vega, stb...) is sikeresnek bizonyult.
2008-ban az együttes X Bedlam néven készített felvételeket, mely 2009-ben Iconoclast címmel jelent meg. A turné címmel képregény, valamint dokumentumfilm is készült a Bedlam két híres demójáról és a Blindfold turnéról.

## Diszkográfia
Albumok
- Inside Ash (1994)

Demók
- Reality of Present (1988)
- General Rejection (1989)
- Dreamland in Misery (1990)
- Iconoclast (2009)